# Робітнича вулиця (Київ, Святошинський район)
Робітни́ча ву́лиця — вулиця у Святошинському районі міста Києва, селище Новобіличі. Пролягає від вулиці Василя Степанченка до шосе на селище Коцюбинське. 
Прилучаються Приладний провулок, вулиця Генерала Наумова, Малинська, Малинський провулок, проспект Академіка Палладіна, Робітничий провулок, вулиці Коростенська, Рахманінова, Соснова, Гостомельська, Клавдіївська, Димерська і Олевська.

## Історія
Вулиця виникла в середині XX століття під назвою 385-та Нова. Сучасна назва — з 1944 року.

## Зображення

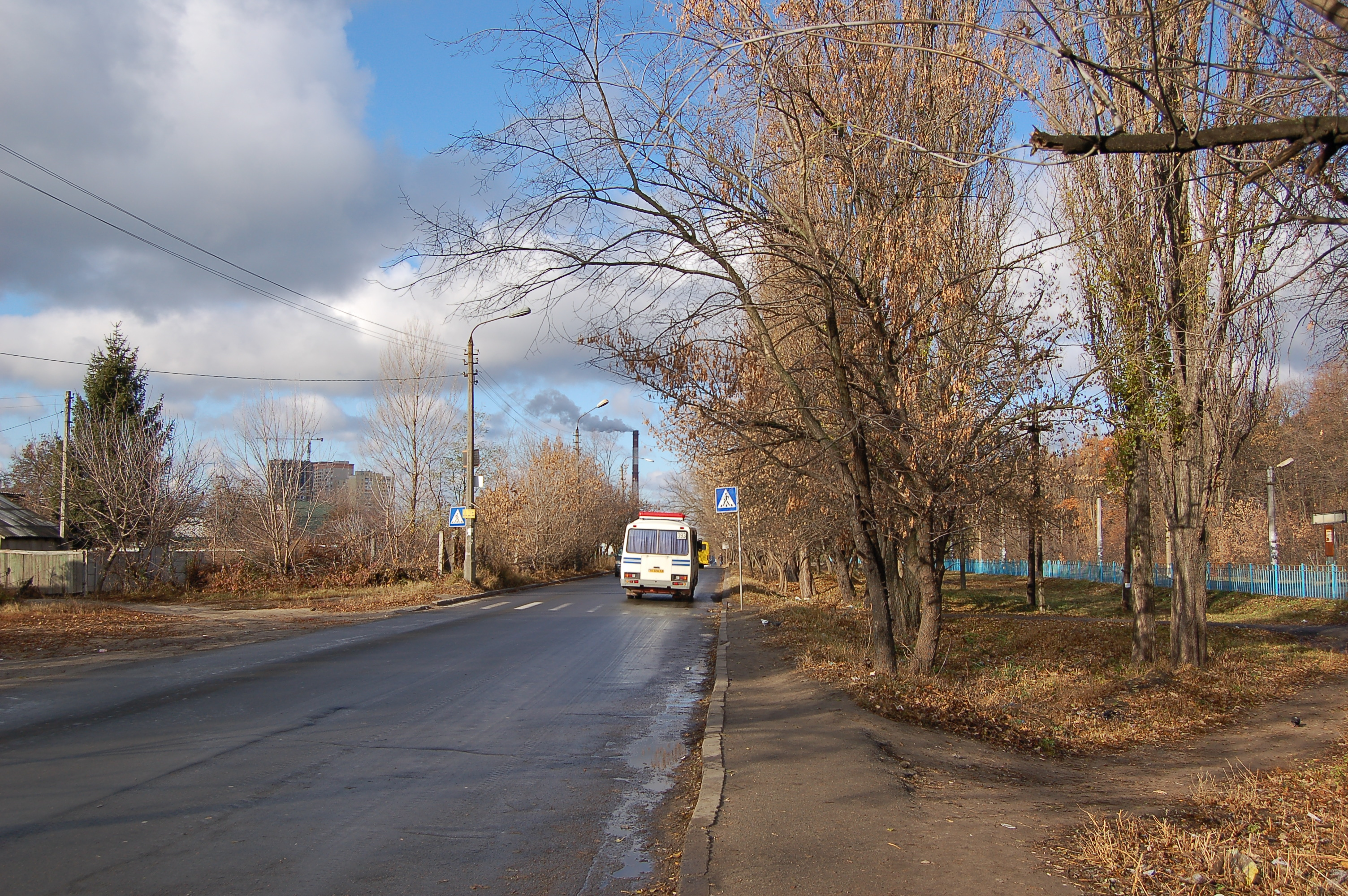
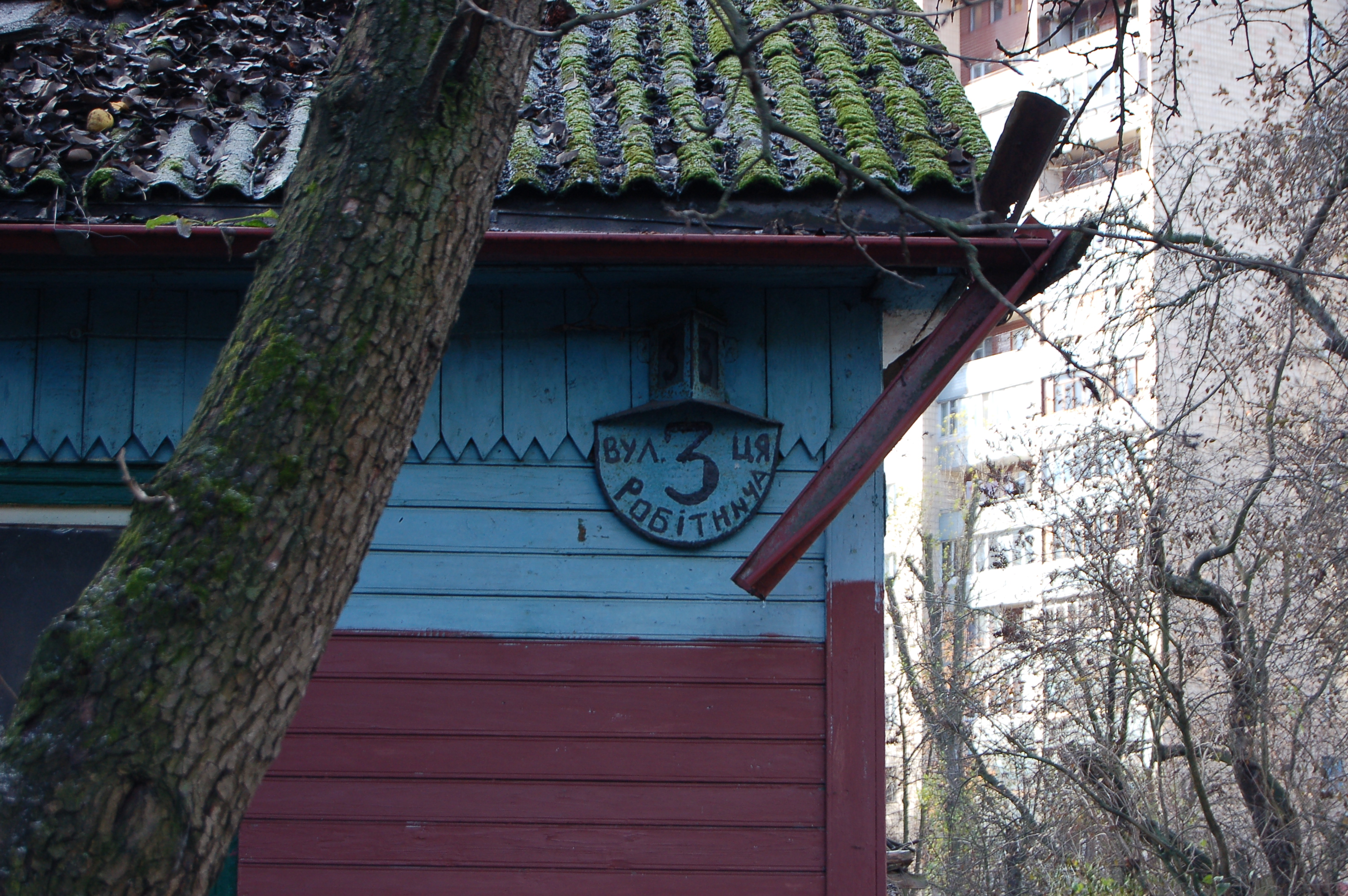
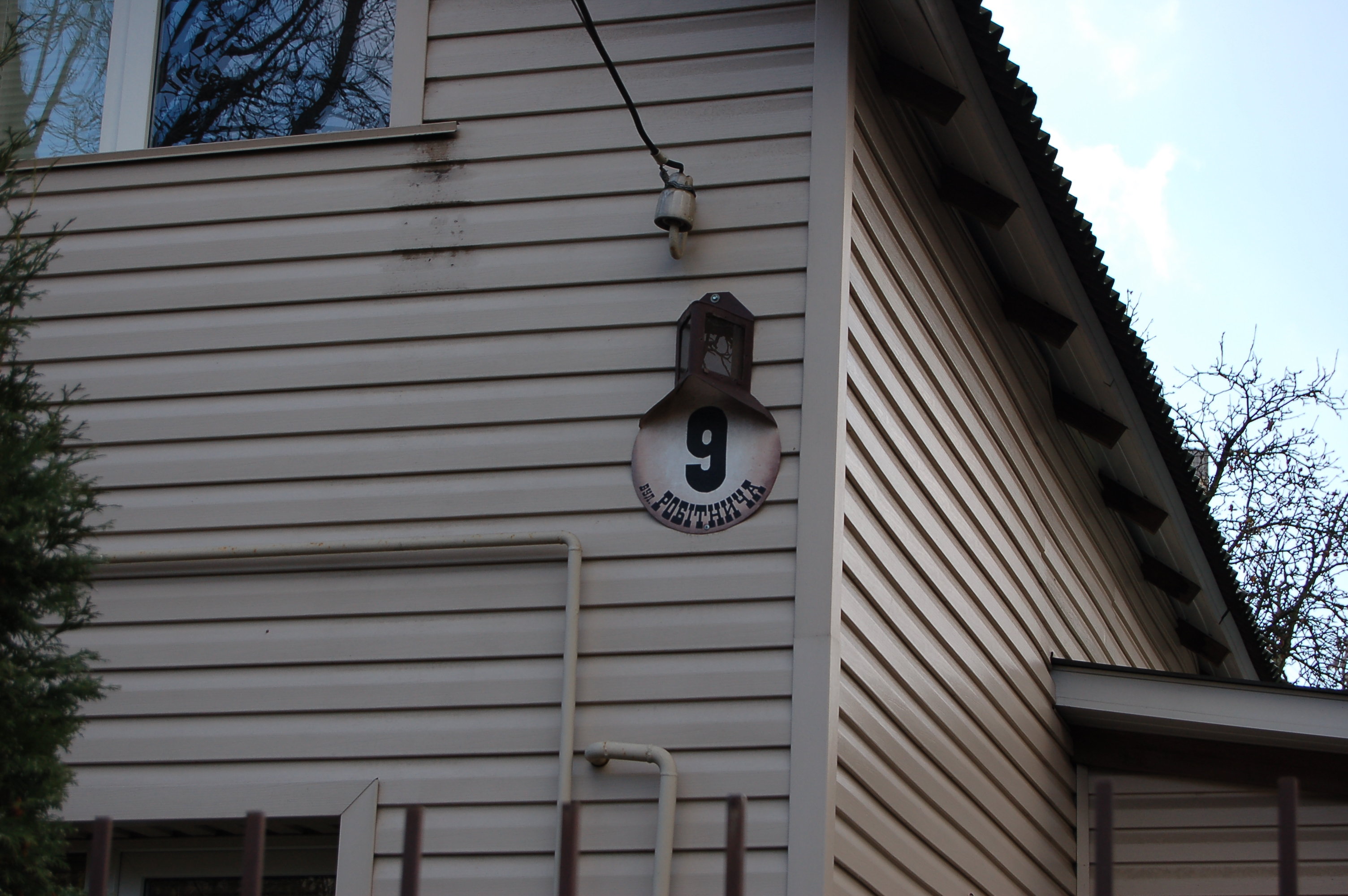